# Mary-Ambre Moluh
Mary-Ambre Moluh (9 de septiembre de 2005) es una deportista francesa que compite en natación. Ganó una medalla de bronce en el Campeonato Europeo de Natación en Piscina Corta de 2023, en la prueba de 100 m espalda.

## Palmarés internacional
| Campeonato Europeo en Piscina Corta | Campeonato Europeo en Piscina Corta | Campeonato Europeo en Piscina Corta | Campeonato Europeo en Piscina Corta |
| Año                                 | Lugar                               | Medalla                             | Prueba                              |
| ----------------------------------- | ----------------------------------- | ----------------------------------- | ----------------------------------- |
| 2023                                | Otopeni (Rumania)                   | Medalla de bronce                   | 100 m espalda                       |